# Roya
Roya (italsky Roia) je řeka ve Francii a Itálii, která se vlévá do Ligurského moře. Je dlouhá 59 km, z toho 40 km se nachází na francouzském území a 19 km na italském. Povodí řeky má rozlohu 660 km². Průměrný průtok u ústí se pohybuje okolo 15 m³/s.
Řeka pramení nedaleko průsmyku Col de Tende v departementu Alpes-Maritimes v nadmořské výšce 1908 m. Teče k jihu přes obce La Brigue, Saorge a Breil-sur-Roya, italskou hranici překračuje nedaleko Olivetta San Michele a vlévá se do moře ve Ventimiglii. Nejvýznamnějšími přítoky jsou Bendola a Bévéra.
Řeka vytváří hluboké údolí, které překračuje evropská silnice E74 a železnice ligne de Tende. Horní tok patří do národního parku Mercantour. Pro svůj prudký spád se využívá k výrobě elektrické energie i k raftingu, loví se zde pstruzi, Roya je rovněž zdrojem pitné vody pro Monako. Podle řeky se nazývá místní dialekt royasque. Roie věnoval báseň držitel Nobelovy ceny Salvatore Quasimodo.